# Home Deluxe Arena
Home Deluxe Arena – stadion piłkarski w Paderbornie w Niemczech. Projektantem i wykonawcą jest firma Bremer AG, która zaprojektowała również stadion klubu Piast Gliwice.

## Historia stadionu
Został otwarty w 2008 roku jako Paragon Arena i od sezonu 2008/2009 stanowi domowy obiekt drużyny SC Paderborn 07.
Pojemność stadionu wynosi 15 tys., z tego 9,2 tys. miejsc siedzących i 5,8 tys. miejsc stojących. W razie potrzeby można powiększyċ widownię do 20 tys. bez naruszania konstrukcji. Koszt jego budowy wyniósł 25 milionów euro.
Prawa do nazwy posiada obecnie firma Energieteam z siedzibą w Lichtenau, a właścicielem jest Paderborner Stadion Gesellschaft (PSG)
Przy stadionie oddano do dyspozycji kibiców 2842 miejsca do parkowania samochodów. Z innych oznaczonych parkingów w pobliżu stadionu organizowane są przed i po meczu regularne przewozy kibiców.
W czerwcu 2009 został przemianowany na Energieteam Arena, a w czerwcu 2012 na Benteler-Arena.

## Dojazd
Samochodem: Autostradą A33 – zjazd Paderborn-Elsen w kierunku Detmold/Bad Lippspringe. Po około 500m zjechać w kierunku parkingu Arena P1.
Z głównego dworca kolejowego: autobusem linii 6 lub 68 w kierunku Sande do przystanku "Arena / Almeaue". Przejazy autobusem są darmowe dwie godziny przed i po meczu. Biletem jest wejściówka.

## Ważniejsze imprezy
- 31 marca 2009 odbył się mecz międzypaństwowy U-21 Niemcy – Białoruś. Obejrzało go 13 tys. widzów, co jest rekordem w meczach kadry U-21.
- 18 listopada 2009 odbył się też mecz międzypaństwowy U-19 Niemcy – Szkocja.

Wraz z Düsseldorfem została złożona kandydacja na rozegranie Mistrzostw Europy U-19 w roku 2013. Kandydaturę wygrała jednak Litwa.